# Chrysologus Heimes
Chrysologus Heimes (* 2. April 1765 in Oberhundem; † 2. Mai 1835 in Reiste) war ein deutscher Franziskaner, Organist, Orgelsachverständiger und Komponist.
Chrysologus (Peter Anton) Heimes wurde am 2. April 1765 als erstes von fünf Kindern der Eheleute Adolph Heimes genannt Schmelter aus Oberhundem und Johanna Maria Stock, die aus Silberg in der Pfarrei Kohlhagen stammte, geboren. 
Von 1781 bis 1788 studierte er nach seinem Eintritt in den Franziskanerorden in Limburg an der Lahn, Attendorn und Mariawald und empfing 1788 in Mainz das Sakrament der Priesterweihe. Von 1788 bis 1803 wirkte er als Ordensgeistlicher und Organist in Wetzlar. Dort gab er 1789 das Werk „Auszug der gebräuchlichsten deutschen Kirchengesänge“ heraus. 1803 kam Pater Chrysologus Heimes als Ordensgeistlicher und Lehrer nach Attendorn, wo er bis 1822 wirkte. Nach der Aufhebung des dortigen Franziskanerklosters durch den Preußischen Staat zum 18. Juli 1822 übernahm er die Pfarrstelle in Reiste, die er bis zu seinem Tod innehatte. 
Als Orgelsachverständiger gab Chrysologus Heimes u. a. gutachtliche Stellungnahmen ab für die Orgeln in den Pfarrkirchen in Oberhundem (1811), Kirchhundem (1814), Balve (1817), Medebach (1821), Rahrbach (1822), Bödefeld (1829), Schönholthausen (1830), Oedingen (um 1832) und Olpe (1833).
In den ersten Monaten seiner Tätigkeit als Pfarrer in Reiste führte Chrysologus Heimes dort den „deutschen Kirchengesang nach Herold“ ein. Wie bereits in Wetzlar tat er sich damit als Förderer des deutschen Kirchengesanges im katholischen Gottesdienst hervor.
Chrysologus Heimes hinterließ ein umfangreiches kompositorisches Werk, insbesondere Orgelliteratur, das in der heutigen Musikwelt kaum bekannt ist. Heimes’ Kompositionen sind im Nachlass des später in Reiste wirkenden Lehrers und Organisten Johann Friedrich Nolte erhalten. Der im Eigentum von Heinrich Hülsmeyer befindliche Teil des Heimes-Nachlasses befindet sich seit Mai 2007 als Dauerleihgabe im Gemeindearchiv Kirchhundem, darunter auch das Manuale pro Organo Oberhundemensi von 1812 und die nicht veröffentlichte Generalbass-Lehre von Heimes.
2020 erschien eine CD mit mehreren Sonaten von Chrysologus Heimes, eingespielt von Gabriel Isenberg an der historischen Orgel in St. Pankratius Reiste.